# Ya'bad
Ya'bad (àrab: يعبد, Yaʿbad; hebreu: יעבד‎) és un municipi palestí de la governació de Jenin, a Cisjordània, al nord de la vall del Jordà, 10 kilòmetres al nord-oest de Jenin. Segons el cens de l'Oficina Central Palestina d'Estadístiques (PCBS), Ya'bad' tenia 13.640 habitants en 2007. L'assentament israelià de Mevo Dotan s'ha edificat en terres de Ya'bad.

## Història
En 1596 Ya'bad apareix als registres fiscals otomans a la nàhiya de Jabal Sami al liwà de Nablus. Tenia una població de 62 llars, totes musulmanes. Els vilatans pagaven una taxa fixa del 33,3 % sobre el blat, ordi, cultius d'estiu, oliveres, ingressos ocasionals, cabres i ruscs, i una premsa d'olives o raïm. Hi havia una waqf dedicada a Halil ar-Rahman. En els segles XVII-XVIII Ya'bad era força coneguda per produir el millor formatge de Samària. Políticament era governada pel clan Qadri aliat amb el poderós clan Abd al-Hadi.
En 1870 l'explorador francès Victor Guérin va assenyalar Ya'bad situat «en un turó,» mentre que el Survey of Western Palestine (1882) del Fons per a l'Exploració de Palestina va descriure Yabid com un «poble fet de pedra bona, amb algunes famílies cristianes i dues faccions de musulmans, denominats, respectivament els 'Abd el Hady i els Beni Tokan, que viuen en barris separats. El poble es troba en una cresta, amb un pou al sud i un petit barri separat a l'est, en el qual hi ha un petit mukam.»

### Època del Mandat Britànic
En el cens de Palestina de 1922 elaborat per les autoritats del Mandat Britànic de Palestina, Ya'bat tenia 1.733, tots musulmans, augmentant en el cens de 1931 a una població de 2.383, encara tots musulmans, en 418 llars.
En 1935 el principal dirigent de la resistència àrab Izz ad-Din al-Qassam i alguns dels seus homes van morir en una cova vora Ya'bad a mans de les forces britàniques.
En 1945 la població de Ya'bad (incloent Khirbat el Khuljan, Khirbat et Tarim, Khirbat Tura ash Sharqiya, Nazlat Sheik Zeid i Khirbat Umm Rihan) era de 3.480, tots musulmans, amb 37.805 dúnams de terra, segons una enquesta de terra i població. 6.035 dúnams eren usats per plantacions i terra de rec, 9.955 dúnams per cereals, mentre que 92 dúnams eren de sòl edificat.

### Després de 1948
Després de la guerra araboisraeliana de 1948, Ya'bad fou ocupada pel regne haixemita de Jordània. Ya'bad fou ocupat per Israel junt amb la resta de Cisjordània després de la Guerra dels Sis Dies de 1967.
Vora de Y'abad hi ha una gran mina de carbó on hi treballen la majoria dels seus habitants. Des de l'establiment de "zones d'exclusió aèria" i la construcció del Mur de Cisjordània al nord de Cisjordània, Ya'bad i les ciutats i pobles dels voltants han vist un augment en la desocupació, que arribà al 88% el 2006. L'ingrés anual mitjà ha caigut "dràsticament" en un terç segons el Banc Mundial.